# Chloroforme deutéré
Le chloroforme deutéré est un composé chimique de formule CDCl3. Il s'agit de l'isotopologue du chloroforme CHCl3 dans lequel l'atome d'hydrogène H est remplacé par un atome de deutérium D, un isotope stable de l'hydrogène.
Le chloroforme deutéré est un solvant couramment utilisé en spectroscopie RMN des molécules organiques.